# Bleib mir ja vom Leib
Bleib mir ja vom Leib ist eine britische Filmkomödie aus dem Jahr 1975. Die Hauptrollen spielten Roger Moore und Susannah York. Regie führte Christopher Miles. Das Drehbuch entstand nach einer Idee von Moss Hart.

## Handlung
Michael Scott ist ein Waffenhändler, der sich in eine pazifistisch orientierte, geschiedene Starjournalistin verliebt, was zu merkwürdigen Verwicklungen führt.

## Hintergrund
Der Grund für Roger Moores Zusage war Sophia Loren, die für die weibliche Hauptrolle feststand, aber kurzfristig absagte.

## Kritiken
„Die hindernisreiche Liebesgeschichte zwischen einem Waffenhändler und einer Journalistin mit pazifistischer Gesinnung vor dem Hintergrund einer NATO-Parodie. Die satirisch-hintersinnigen Absichten verschwinden weitgehend hinter wenig geschliffenen Pointen und Klamauk.“

## Produktionsnotizen
Für die Ausstattung waren Anthony Masters und Jack Maxsted zuständig. Tonmeister waren Ken Barker und Keith Batten. Paul Engelen sowie Mike Jones und Barbara Ritchie zeichneten für Maske und Frisuren verantwortlich. Die Kostüme lieferte Anthony Powell. Drehorte des Films lagen in Belgien.